# Station Seapoint
Station Seapoint is een treinstation in Seapoint, een buurt in Dun Laoghaire-Rathdown ten zuiden van Dublin.
Het station werd geopend in januari 1862. Het ligt aan de Dublin - Rosslare. Het wordt bediend door de forenzenlijn van DART die een kwartierdienst rijdt.